# Tibelloides castelo
Espèce
Tibelloides castelo est une espèce d'araignées aranéomorphes de la famille des Philodromidae.

## Distribution
Cette espèce est endémique du Brésil. Elle se rencontre dans les États du Piauí du Minas Gerais et de Rio de Janeiro.

## Description
Le mâle holotype mesure 4,91 mm et la femelle paratype 8,13 mm, les mâles mesurent de 4,91 à 5,09 mm et les femelles de 7,17 à 8,13 mm.

## Systématique et taxinomie
Cette espèce a été décrite par do Prado, Pantoja et Baptista en 2024.

## Étymologie
Son nom d'espèce lui a été donné en référence au lieu de sa découverte, Castelo do Piauí.

## Publication originale
- do Prado, Pantoja & Baptista, 2024 : « Two new and unusual species of Tibelloides Mello-Leitão, 1939 (Araneae: Philodromidae). » Zootaxa, no 5497(4), p. 559-576.